# 2025年美国众议院议长选举
2025年美国众议院议长选举于2025年1月3日第119届美国国会开幕当天举行，此时距离2024年美国众议院选举已经过去了近两个月。这次选举是美国众议院1789年成立以来第130次众议院议长选举。
现任议长、路易斯安那州共和党人迈克·约翰逊在第一轮投票中以218比215的微弱优势击败哈基姆·傑弗里斯后再次当选。约翰逊在2023年10月凯文·麦卡锡被免职后接替了他的议长职位。最初预计他会在第一轮投票中落败，因为之前有若干共和党议员曾对主流新闻媒体声称自己无意投票给约翰逊。最终在第119届国会开幕当天，有托马斯·马西、拉尔夫·诺曼和基思·塞尔夫三位共和党人投票反对约翰逊，而所有民主党人都投票支持杰弗里斯，因此约翰逊最初未能获得218票的多数。不过在众议院秘书凯文·麦坎伯最终确定投票结果前不久，诺曼和塞尔夫改投约翰逊，使其成功获得当选议长所需的多数票。

## 流程与惯例
议长是联邦众议院的主持者。众议院需要在新一届国会开始（即每两年一次，众议院选举隔年1月3日）或在议长去世、辞职以及在任内被罢免时举行议长选举。自1839年以来，众议院通过点名投票的方式选出议长。在国会选举后及前一届国会休会时，由于尚未选出新议长，众议院秘书需要召集并主持会议。会议开始后，众议院牧师负责祷告，秘书则带领议员宣誓效忠，接着进行点名投票。随后，秘书和工作人员组织并监督议长选举。在此过程中，秘书需“维持秩序和风度，并处理所有秩序问题”，如果有人对秘书的决定有异议，可以向全体议员提出上诉，由议员们集体决定是否采纳该决定。
传统上，每个党派的党团会议在点名投票前会从其资深领导人中选出一名议长候选人。虽然各党议员并不一定非要投票支持本党提名的候选人，但通常都会这么做。因为选举结果实际上决定了哪个党派是多数党，进而决定了哪个党派将负责组织众议院。如果没有议长，众议院当选议员就不能宣誓就职。此时的众议院除了选举议长外无法开展其他任何事务。由于众议院的议事规则在每届新国会开始时都需重新通过，因此在选举完成之前，众议院并没有正式的议事规则。直到议员宣誓就职后，众议院才会通过并采纳新的议事规则。
选择投票给本党提名候选人以外的人的众议员通常会投票给党内其他成员，有时也会投“出席”（意味着弃权）。此外由于宪法没有明确规定议长必须是现任众议院议员，因此众议员可以提名并投票给众议院议员之外的其他人。而且在过去几年的议长选举中，非众议院议员有时也曾获得提名并收获若干选票。不过尽管如此，迄今为止所有众议院议长都是时任众议员。赢得选举后，新议长将立即在众议院院长（众议院任职时间最长的议员）的带领下宣誓就职。随后新任议长将带领其余议员集体宣誓。
若想当选为议长，候选人必须获得全部投票的多数，而非获得众议院全体成员的多数支持。在过去的一个世纪中，只有少数情况下出现过某位候选人获得了多数投票但未能获得全体成员多数支持的情况。这种情况最近发生在2023年，当时凯文·麦卡锡以216票（而非218票）当选议长。赢得议长选举所需的票数可能会因空缺、缺席或议员出席但不投票而发生变化。如果没有候选人赢得多数票，则需要重复唱名表决直到选出议长。

## 共和党提名
在2024年美国众议院选举中，尽管共和党失去了一个席位，但仍保住了在众议院的微弱多数。在2023年1月的美国众议院议长选举中，尽管共和党的席位数多于民主党，但共和党内以自由核心小组为代表的派系拒绝在没有条件让步的情况下支持共和党提名的议长候选人凯文·麦卡锡。在经过四天的15轮的投票后，麦卡锡最终当选议长。他同意将一些强硬派共和党人任命为具有重要权力的众议院规则委员会成员，并允许任何一位议员通过提出“撤销议长职务的动议”来强行举行投票罢免议长。尽管作出了让步，麦卡锡仍然在2023年10月3日被反对他的共和党人以及所有民主党人联手罢免，原因是他推动通过了一项无附加条件的持续拨款法案，以避免政府停摆。2023年10月25日，迈克·约翰逊在四轮投票后当选议长。之前部分共和党人阻止了对史蒂夫·斯卡利斯和汤姆·埃默的议长候选人提名，而温和派共和党人则阻止了对吉姆·乔丹的提名。2024年5月，在约翰逊通过了对乌克兰的军事援助后，部分共和党人试图罢免他的议长职位，然而这一罢免行动被民主共和两党中的多数派联手阻止。
共和党人于11月13日星期三投票提名其众议院议长候选人。根据11月12日《政客》报道称，众议院自由核心小组成员计划强行举行一场关于迈克·约翰逊议长职务的内部秘密投票。他们之所以反对约翰逊主要是想抗议部分由共和党党团投票通过的规则变动。在新的规则下，如果有共和党议员在程序性投票中背离党派立场，或者提出撤销议长职务的动议，那么他们将失去党团分配的职务。
不过在投票前，自由核心小组、共和党大街核心小组成员与议长迈克·约翰逊达成了协议。在这一协议中，之前所通过的规则变动将被取消。但作为交换条件，提出罢免议长动议的门槛将从一人提升至九人。协议达成后，约翰逊在共和党议长口头表决提名中获一致通过。
议长约翰逊于12月17日公布了一项持续拨款法案以避免政府停摆，该法案包括了许多保守派共和党人反对的资金安排。共和党议员托马斯·马西表示他将在即将到来的议长选举中投票反对约翰逊。根据《政客》和《Punchbowl新闻》报道，私底下还有其他几名共和党人对是否支持约翰逊持“未表态”的态度。随后共和党参议员兰德·保罗和迈克·李以及共和党众议员玛乔丽·泰勒·格林公开宣布，他们愿意支持埃隆·马斯克担任下一任众议院议长。12月20日，自由核心小组主席安迪·哈里斯表示他“尚未决定”支持谁。2024年12月30日，当选总统唐纳德·特朗普在Truth Social上发帖支持约翰逊。尽管得到了支持，但多名共和党代表公开表示他们不承诺投票给约翰逊，其中包括维多利亚·斯帕茨、安迪·比格斯、提姆·伯切特以及奇普·罗伊。其中罗伊还表示“约翰逊尚未获得担任议长的支持”。

### 提名人
- 邁克·約翰遜、现任美國眾議院議長兼任众议院共和党会议領袖（路易斯安那州第四國會選區）[22]

## 民主党提名
现任众议院少数党领袖哈基姆·杰弗里斯于2024年11月19日通过全体推选，未遇反对声，重新当选众议院民主党党团领袖。

### 提名人
- 哈基姆·傑弗里斯、现任众议院少数党领袖兼任众议院民主党党团（英语：House Democratic Caucus）领袖（紐約州第八國會選區）[39]

## 议长选举
民主党党团主席皮特·阿圭拉提名杰弗里斯，而众议院共和党会议主席丽莎·麦克莱恩则提名约翰逊。
所有民主党人都投票支持杰弗里斯。一开始，共和党议员托马斯·马西投票支持汤姆·埃默，拉尔夫·诺曼投票支持吉姆·乔丹，基思·塞尔夫投票支持拜伦·唐纳兹，而共和党议员安迪·比格斯、迈克尔·克劳德、安德鲁·克莱德、保罗·戈萨尔、安迪·哈里斯和奇普·罗伊（在投票前都未表态）未回应最初的点名投票。随后，秘书第二次点名那些未投票的议员，所有五人都投票支持约翰逊。因此，约翰逊的得票数到达了216票，距离当选所需的多数票还差2票。然而在与约翰逊会面并接到特朗普的电话后，诺曼和塞尔夫在最终投票前决定转而支持约翰逊。
在投票正式结束前，美属维尔京群岛国会代表斯泰西·普拉斯凯特提出了质询，询问她与其他美国领地及哥伦比亚特区国会代表为何没有被要求参与议长选举。她随后表示，众议院和整个国家存在领地和殖民地问题。
| 党派     | 党派     | 候选人                  | 得票数 | 百分比 |
| -------- | -------- | ----------------------- | ------ | ------ |
|          | 共和党   | 迈克·约翰逊*（LA 4）    | 218    | 50.23  |
|          | 民主党   | 哈基姆·傑弗里斯（NY 8） | 215    | 49.54  |
|          | 共和党   | 汤姆·埃默（MN 6）       | 1      | 0.23   |
| 合计     | 合计     | 合计                    | 434    | 100    |
| 当选所需 | 当选所需 | 当选所需                | 218    | >50    |